# José Polo de Bernabé y Borrás
José Polo de Bernabé (Cuartell, Valencia; 12 de diciembre de 1812-Villarreal, Castellón; 4 de octubre de 1889) fue un político y empresario español.
Personaje vinculado a la provincia de Castellón, desempeñó diversas facetas durante su vida, entre las que destacan las de agricultor y político.
En su actividad agrícola incorporó novedades tecnológicas que tuvieron una importante repercusión en la producción, como el uso de los superfosfatos y abonos minerales para el abonado. En sus más de 2.500 hanegadas de terreno reemplazó vides y olivos por naranjos mandarinos, introduciendo así el cultivo de la mandarina en la Plana Baja. Potenció el comercio exterior de naranjas, precedente del moderno comercio con Les Halles de París y varios mercados ingleses.
Intervino en la política desde su juventud y ocupó diversos cargos a lo largo de su vida. Fue teniente de alcalde del Ayuntamiento de Valencia, senador por la provincia de Baleares y más tarde senador vitalicio.
Miembro de la Unión Liberal, en los últimos años acentuó su inclinación izquierdista. Favoreció el movimiento cooperativo y es autor de una Memoria sobre las sociedades cooperativas.
Villarreal, localidad de origen de su familia, le dedicó un monumento en 1949: una a tamaño natural, realizada por el escultor Ortells que se halla ubicada en la jardín de San Pascual.